# Rostnachtschwalbe
Die Rostnachtschwalbe (Antrostomus rufus, Syn.: Caprimulgus rufus) ist eine Vogelart aus der Familie der Nachtschwalben (Caprimulgidae).
Sie kommt in Argentinien, Bolivien, Brasilien, Costa Rica, Ecuador, Französisch-Guayana, Guyana, Kolumbien, Panama, Paraguay, Peru, auf St. Lucia, in Suriname, auf Trinidad und Tobago und in Venezuela vor.
Ihr Verbreitungsgebiet umfasst subtropischen oder tropischen Trockenwald, feuchten Tieflandwald, Waldränder und Dickichte bis 1000 m.

## Beschreibung
Die Rostnachtschwalbe ist 25–30 cm groß, das Männchen wiegt etwa 88 g, das Weibchen zwischen 87 und 98 g. Die Oberseite ist marmoriert braun mit breiten schwarzbraunen Streifen. Sie hat ein heller braunes Nackenband und einen breiten weißen Streifen an der Kehle.
Nur beim Männchen findet sich Weiß im Schwanz an der Außenseite der drei äußeren Steuerfedern, auf den Handschwingen ist kein Weiß. Der Scheitel ist rotbraun.
Die Rostnachtschwalbe ähnelt der Schwarzkehl-Nachtschwalbe (Antrostomus vociferus) und der Carolinanachtschwalbe (Antrostomus carolinensis).

## Stimme
Der Ruf des Männchens wird als lautes chuk, wee, wee, weeo beschrieben, nächtlich von einem Ansitz wie einem Ast oder Felsen aus gerufen.

## Geografische Variation
Es werden folgende Unterarten anerkannt:
- A. r. minimus (Griscom & Greenway, 1937)[5] – Ruddy Nightjar – Süden Costa Ricas bis Norden Kolumbiens, Venezuela und Nordwesten Trinidads (einschließlich Bocas Islands).
- A. r. otiosus Bangs, 1911[6] – St Lucia Nightjar – Nordosten St. Lucias, auf den Kleinen Antillen.
- A. r. rufus (Boddaert, 1783)[7] – Rufous Nightjar, Nominatform – Süden Venezuelas, östlich bis Guayana und Brasilien.
- A. r. rutilus Burmeister, 1856[8] – Süden Brasiliens, Osten Boliviens, Paraguay und Nordosten Argentiniens.

A. r. saltuarius (Olrog, 1979) aus dem Nordwesten Argentiniens und eventuell Südosten Boliviens wird als Synonym für A. r. rutilus betrachtet. Caprimulgus rufus noctivigulus Wetmore & Phelps Sr., 1953 und Caprimulgus rufus maximus James Bond & Schauensee, 1941 sind ein Synonym für A. r. minimus.

## Lebensweise
Die Nahrung besteht aus Insekten.
Die Brutzeit liegt in Panama zwischen Januar und Mai, auf St. Lucia im Juni, auf Trinidad zwischen Februar und Mai und in Kolumbien zwischen April und Mai.

## Etymologie und Forschungsgeschichte
Die Erstbeschreibung der Rostnachtschwalbe erfolgte 1783 durch Pieter Boddaert unter dem wissenschaftlichen Namen Caprimulgus rufus. Als Verbreitungsgebiet gab er Cayenne an. 1838 führte Charles Lucien Jules Laurent Bonaparte die für die Wissenschaft neue Gattung Antrostomus ein. Dieser Name leitet sich von »antron αντρον« für »Höhle« und »stoma, stomatos στομα, στοματος« für »Mund« ab. Der Artname rufus bedeutet lateinisch rufus ‚rot, rötlich‘. Minimus hat seinen Ursprung in minimus ‚kleinste(r), geringste(r)‘, otiosus in otiosus, otium ‚Ruhe, Sanftheit, Leichtigkeit, Frieden‘, rutilus in rutilus ‚rot, kastanienbraun, golden‘, saltuarius in saltuarius, saltus ‚Förster, Ranger, Lichtung, Waldweide‘, noctivigulus in lateinisch nox, noctis ‚Nacht‘ und lateinisch vigilare, vigil ‚wachen, wachsam‘ sowie maximus in lateinisch maximus, magnus ‚größte(r), groß‘. Alfred Laubmann hatte für sein Werk Die Vögel von Paraguay zwei Bälge. gesammelt von Michael Mathias Kiefer (1902–1980) in Zanja Moroti und Estrella im Bergland des Río Apa, zur Verfügung. Laubmann betrachtete in der Literatur nur Villarica durch Roberto Dabbene und Puerto Bertoni im Departamento Alto Paraná durch Arnaldo de Winkelried Bertoni als Nachweise für Paraguay.

## Gefährdungssituation
Die Rostnachtschwalbe gilt als „nicht gefährdet“ (least concern).